# Hrvatska zrakoplovna legija
Hrvatska zrakoplovna legija bila je zrakoplovna postrojba Vojske NDH u sklopu Wehrmachta. Formirana je 27. lipnja 1941. naredbom poglavnika NDH Ante Pavelića. Od svog osnivanja do 1943. borila se na Istočnom bojištu protiv Sovjetskog Saveza nakon čega je vraćena u NDH gdje je djelovala do svog rasformiranja 1945. godine.
Bila je sastavljana od dobrovoljaca. Od pilota Hrvatske zrakoplovne legije, imao je Mato Dukovac 44 priznate pobjede u zračnim okršajima, a Cvitan Galić 28.

## Struktura
Zrakoplovna legija sastojala se od lovačke i bombarderske komponente.
- 4. zrakoplovna lovačka skupina

- 10. lovačko jato
- 11. lovačko jato

- 5. zrakoplovna bombarderska skupina

- 12. bomardersko jato
- 13. bombardersko jato

## Ratni put

### Zrakoplovna lovačka skupina

#### Istočni front
15. srpnja 1941. osoblje 4. zrakoplovne lovačke skupine upućeno je u Furth u Njemačkoj na dvomjesečnu izobrazbu. Za to vrijeme označavani su kao članovi Luftwaffea što je značilo da su morali položiti zakletvu Führeru, nositi njemačke uniforme te su bili pod direktnim zapovijedništvom Reichsluftfahrtministeriuma - njemačkog ministarstva zrakoplovstva. Pred kraj obuke, u skupini su osnovane dvije lovačke eskadrile: 10. lovačko jato pod zapovjedništvom satnika Vladimira Ferenčina, i 11. lovačko jato pod zapovjedništvom satnika Zlatka Stipčića.
Postrojba je na Istočni front poslana u listopadu 1941. Prvo obaranje postignuto je već 2. studenog kada je zapovjednik 10. jata Vladimir Ferenčina sjeverno od Rostova oborio sovjetski Polikarpov I-16.
Ustroj postrojbe nakratko je promijenjen u siječnju 1942. kada dobiva naziv 10. ojačano jato. 16. travnja iste godine vraćena je stara struktura, no ovaj put s novim zapovjednikom.

### Zrakoplovna bombarderska skupina

#### Istočni front
U srpnju 1941. članovi skupine upućeni su u njemački grad Greifswald gdje su obučavani na zrakoplovima tipa FW-58 Weihe, Do-17 i Ju-W-34. Po završetku formirana su dva zrakoplovna jata: 12. bombardersko jato pod zapovjedništvom satnika Ivana Pezelja i 13. bombardersko jato pod zapovjedništvom satnika Vladimira Graovca.
Nakon završene obuke u rujnu iste godine, posade se upućuju prvo u Königsberg a zatim u Varšavu gdje su preuzele svoje zrakoplove Dornier Do 17. Posade su letjele u sastavu njemačke postrojbe III/KG 3. Prvi borbeni let skupine izvela je posada Ivana Pavelića 26. listopada 1941. kada je djelovala nad gradom Jaropolesom. Prvi gubitak, skupina je pretrpjela 1. prosinca 1941. kada je tijekom napada na Moskvu oboren jedan zrakoplov.
31. prosinca 1941. postrojba izlazi iz sastava KG 3 da bi u siječnju 1942. postala 15 (Kroat.)/KG 53.
23. veljače 1942. skupina je upućena u Hrvatsku na odmor i popunu novim ljudstvom. 19. svibnja vraćaju se u Njemačku gdje su ih opet čekali Dornieri Do 17 (smatrani zastarjelima) dok su njemačke posade letjele na modernijim Ju 88 i Do-217. Zanimljivo je kako je tijekom leta prema uzletištu Soljci (na sovjetskom teritoriju) jedan Do 17 prebjegao na stranu Sovjeta. Zrakoplov se odvojio od ostatka skupine i sletio na protivnički teritorij.
Pred kraj 1942., skupina se vraća u Hrvatsku kako bi potpomognula borbu protiv partizana i četnika.